# テレル・マクレイン
テレル・マクレイン（Terrell McClain 1988年7月20日- ）フロリダ州タンパ出身のアメリカンフットボール選手。ポジションはノーズタックル。CFLのカルガリー・スタンピーダーズ所属。

## 経歴
南フロリダ大学で33試合の先発を含む50試合に出場した。
2011年3月の南フロリダ大学で行われたプロデーでは、40ヤード走で4秒82をマークした。同年のドラフト3巡でカロライナ・パンサーズに指名された。1年目の2011年シーズン、ひざの負傷でシーズン絶望となるまでに12試合に先発し、19タックル、1サック、1ファンブルリカバーをあげた。
2012年9月2日、パンサーズから解雇された。9月26日にニューイングランド・ペイトリオッツと契約したが、10月2日、解雇された。同年10月29日、故障者リスト入りしたデビッド・ハンターの代わりにヒューストン・テキサンズと契約を結んだ。
2014年シーズンよりダラス・カウボーイズでプレーした。2014年は13試合に出場し、19タックルを記録した。2015年は怪我の影響で2試合のみの出場であったが、翌2016年は15試合に出場し、40タックルを記録した。
2017年シーズンよりワシントン・レッドスキンズに移籍し、12試合に出場・20タックルを記録した。
2018年はアトランタ・ファルコンズに所属し、13試合に出場した。2019年はカンザスシティ・チーフス、オークランド・レイダースの2チームに所属した。
2022年にカナディアン・フットボール・リーグのカルガリー・スタンピーダーズと契約し、10試合に出場した。